# Hans-Helmut Poppendieck
Hans-Helmut Poppendieck (1948) es un botánico, profesor, y curador alemán.
Fue por largos años, curador del "Herbario del Instituto de Botánica General" de la Universidad de Hamburgo.

## Algunas publicaciones
- e. Westberg, h.-h. Poppendieck, j.w. Kadereit. 2010. Ecological differentiation and reproductive isolation of two closely related sympatric species of Oenanthe (Apiaceae). Biol. J. of the Linnean Soc. 101: 526–535

### Libros
- h.-h. Poppendieck, h. Bertram, i. Brandt, b. Engelschall, j. von Prondzinski. 2010. Der Hamburger Pflanzenatlas von a bis z. 568 pp. Dölling und Galitz, Hamburgo

- h. Schreier, h.-h. Poppendieck. 2005. Baumland: Porträts von alten und neuen Bäumen im Norden; zwölf ungewöhnliche Exkursionen durch Norddeutschland. 238 pp. Murmann, Hamburgo

- bronwen Gates, klaus Kubitzki, leslie r. Landrum, terence d. Pennington, hans-helmut Poppendieck, susanne s. Renner, rolf Singer. 1981. 27. Cochlospermaceae. Organization for Flora Neotropica. Editor New York Botanical Garden, ISBN 0893272450

- La abreviatura «Poppend.» se emplea para indicar a Hans-Helmut Poppendieck como autoridad en la descripción y clasificación científica de los vegetales.[3]